# Województwo mińskie

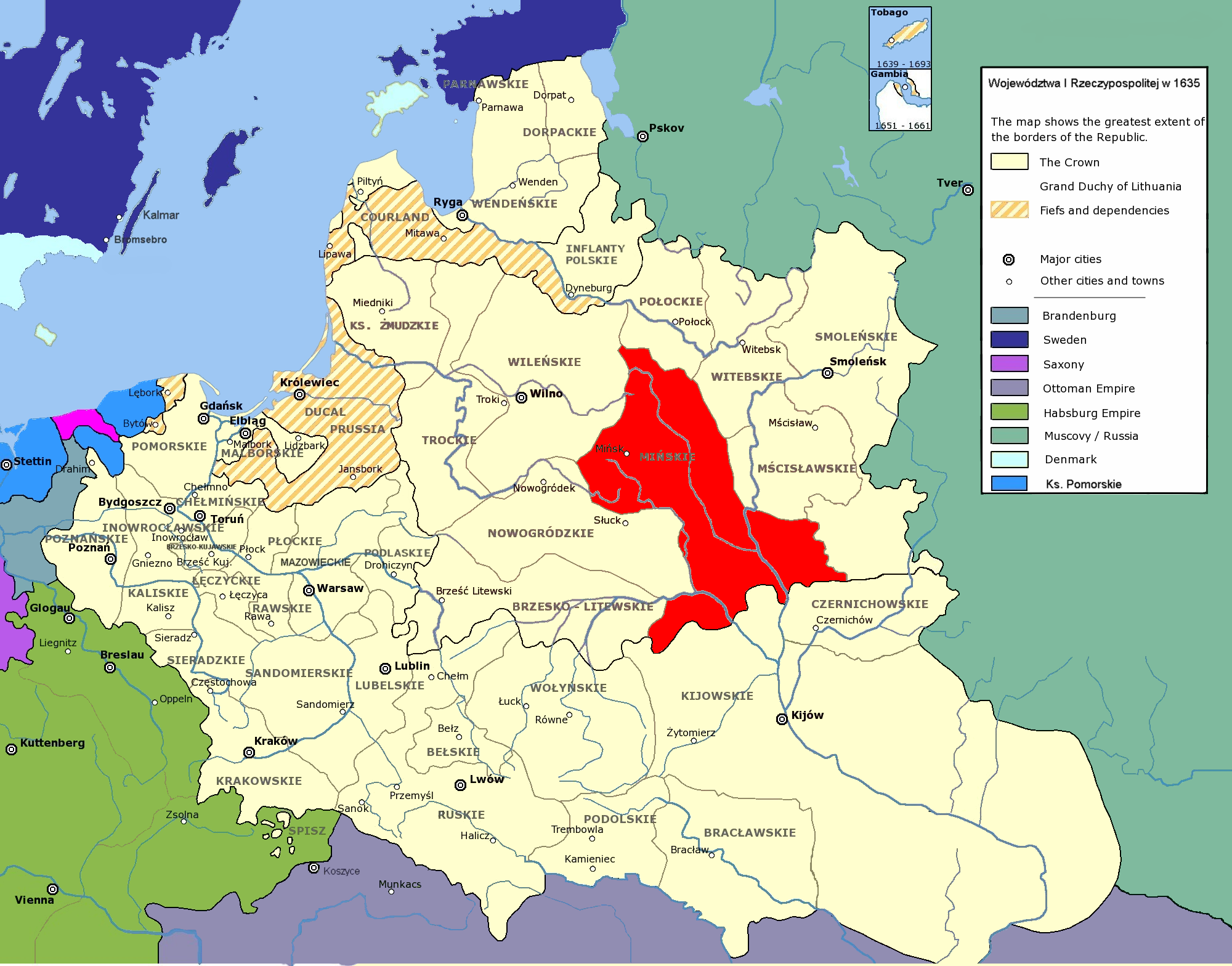
     Położenie województwa mińskiego na mapie Rzeczypospolitej Obojga Narodów

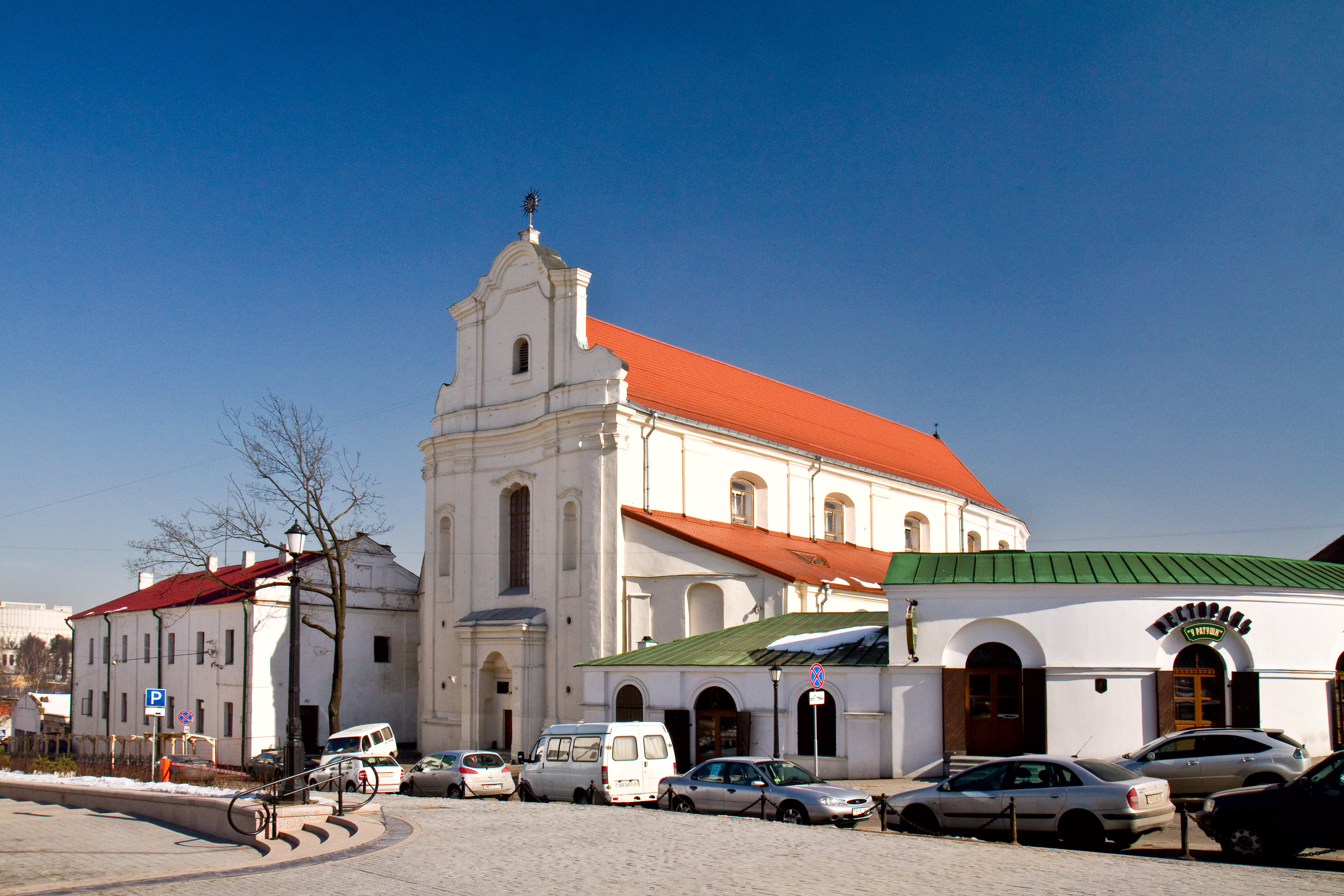
Kościół św. Józefa (Bernardynów) w Mińsku

Województwo mińskie w Rzeczypospolitej Obojga Narodów było rozległym chociaż niezbyt ludnym, zwłaszcza w południowej części, województwem położonym na ziemiach ruskich Wielkiego Księstwa Litewskiego.

## Historia
Tereny województwa mińskiego zamieszkiwane były we wczesnym średniowieczu przez wschodniosłowiańskie plemię Krywiczów, mające siedziby między Dnieprem a Berezyną. W XI w. ziemie te należały do księstwa połockiego, a w XII w., po podziałach dzielnicowych, pojawili się książęta mińscy, czasami samodzielni, ale częściej uznający zwierzchność wielkich książąt kijowskich. W tym samym wieku rozpoczęły się najazdy Litwinów. W I poł. XIII w. księstwo mińskie opanował, lub co najmniej uzależnił od siebie, litewski książę Ryngold. Osłabienie Litwy po śmierci Mendoga spowodowało, że księstwo znalazło się w orbicie wpływów księstwa halicko-włodzimierskiego. Już jednak ok. 1300 r. litewski książę Witenes opanował ziemię mińską na stałe. Województwo utworzono z części województwa wileńskiego w 1566 r. W 1569 r. do województwa przyłączono z województwa kijowskiego powiat mozyrski. Po I rozbiorze Polski do województwa przyłączono pozostałą przy Wielkim Księstwie część powiatu orszańskiego z województwa witebskiego. Województwo przestało istnieć po II rozbiorze Polski (1793).

## W Rzeczypospolitej Obojga Narodów
Województwo miało dwóch senatorów: wojewodę i kasztelana. Do senatu Rzeczypospolitej weszli w 1569 r. na ostatnich miejscach w swoich grupach. Wojewoda zabierał głos na końcu, po pomorskim. Kasztelanowi przypadło ostatnie krzesło w senacie, również po pomorskim. Za nim cisnęli się już tylko senatorowie drążkowi. Ze względu na rozległość, a nie ludność, województwo było podzielone na trzy powiaty: miński, mozyrski i rzeczycki. Jak w każdym powiecie, również w tym województwie, szlachta wybierała po dwóch posłów na sejm i po dwóch deputatów do Trybunału Głównego Wielkiego Księstwa Litewskiego, od 1599 r. po jednym oddzielnie na każdą sesję litewską i ruską. Sejmiki ziemskie odbywały się w stolicach powiatów. Czasami w Mińsku odbywał się sejmik generalny całego województwa. W Mińsku także stawała szlachta na popisy pospolitego ruszenia. Każde z trzech miast powiatowych było starostwem grodowym, posiadającym sąd grodzki. Sądy ziemskie sądziły również w miastach powiatowych.
Od 1599 r. co drugi rok, na przemian z Nowogródkiem, w Mińsku odbywała się wiosenna sesja Trybunału Litewskiego (jesienna zawsze w Wilnie). Trwała 22 tygodnie poczynając od poniedziałku po Trzech Królach i sądziły się na niej województwa ruskie Wielkiego Księstwa: mińskie, nowogródzkie, witebskie, mścisławskie, smoleńskie. W 1775 r. sesję mińską przeniesiono, w związku z odpadnięciem w I rozbiorze części województw wschodnich od Litwy, do Grodna.
Herbem województwa była Pogoń w kolorze cielistym, umieszczana w czerwonym polu na żółtej chorągwi. Po wprowadzeniu w Rzeczypospolitej w 1776 r. mundurów wojewódzkich, posłowie powiatów mińskiego i mozyrskiego występowali, identycznie jak smoleńscy, w karmazynowych kontuszach z granatowymi wyłogami, pod nimi nosili granatowe żupany. Rzeczyczanie nosili żupany białe i takież wyłogi.
Do 1648 r. województwo mińskie omijały wojny. Powstanie Chmielnickiego rozpoczęło dwudziestoletni okres zniszczeń, który doprowadził do znacznego zmniejszenia liczby ludności i upadku miast; niektóre z nich nie podniosły się już nigdy. Białoruska ludność wsi i miast przyłączyła się do powstania. W 1648 r. powiat mozyrski i rzeczycki zostały praktycznie w całości opanowane przez powstańców wspomaganych kozackimi wojskami Iwana Zołotareńki. Polacy i Żydzi, którzy nie zdołali ujść, zostali wymordowani. Należący do grupy zwolenników zdecydowanej rozprawy z powstaniem hetman Janusz Radziwiłł rozpoczął w 1649 r. krwawą kampanię wojsk litewskich. Pod Rzeczycą i Łojowem rozbił regularne oddziały wojsk kozackich. Odbił pozajmowane zamki, poskromił zbuntowane miasta. W Mozyrzu urządził rzeź, łagodniej potraktował Bobrujsk, którego mieszkańcy stawiali mniejszy opór. Powstanie na Białorusi zostało praktycznie stłumione. Od 1654 r. tereny województwa stały się jedną z aren walk w wojnie Rzeczypospolitej z Rosją, trwającej z przerwami aż do 1667 r. Przez znaczną część tego czasu województwo znajdowało się we władaniu Rosjan. Dopiero rozejm andruszowski przywrócił pełną kontrolę Litwy nad województwem. W 1708 r. przez teren województwa przeszły w drodze na Ukrainę wojska szwedzkie Karola XII, dokonując zniszczeń, zwłaszcza w powiecie mińskim.

## Geografia
Od północnego zachodu i zachodu województwo graniczyło z rdzennie litewskimi ziemiami Auksztoty (województwo wileńskie), od zachodu z województwem nowogródzkim i brzeskim, na południu stykało się z województwami koronnymi: kijowskim i czernihowskim, na wschodzie i północnym wschodzie graniczyło z będącymi przedmiotem sporów z Rosją województwami połockim, witebskim, mścisławskim i smoleńskim. Województwo miało kształt prostokąta z dużo dłuższymi bokami zachodnim i wschodnim. Rozdzielała je na dwie części płynąca z północy na południe Berezyna, której cały bieg znajdował się na terenie województwa. Wpadała ona do Dniepru, który wypływał z województwa mścisławskiego i po wchłonięciu Berezyny płynął na południe środkiem województwa mińskiego. Część granicy z województwem nowogródzkim stanowiła rzeka Ptycz, do jej ujścia do Prypeci. Na zachód od tej ostatniej, częściowo wzdłuż rzeki Słowieśny, biegła granica z województwem brzeskim. W północnej części województwa mińskiego miała swe źródła Wilia, a bardziej na południe Niemen, obie rzeki płynęły na zachód. Ważną rzeką w centralnej części województwa była będąca dopływem Berezyny Świsłocz. Północną część województwa stanowiły rozległe, niezbyt urodzajne równiny, południowo-zachodnia (powiat mozyrski) leżała na Polesiu.

### Powiat miński
Głównym miastem województwa i jednym ze znaczniejszych na Litwie był Mińsk. Miasto było w całości, łącznie z zamkami dolnym i górnym, drewniane. Znaczenia przydał mu sądzący tu od 1599 r., co 2 lata przez pond 5 miesięcy w roku, Trybunał Główny Wielkiego Księstwa Litewskiego. Powodowało to, że miasto stawało się wówczas miejscem zjazdu szlachty z kilku województw. W Mińsku odbywały się również na św. Józefa (19 marca) słynne na całą Litwę kontrakty (zjazdy będące rodzajem targów i miejscem podpisywania oraz realizacji umów np. kredytowych). Po przeniesieniu sesji ruskiej Trybunału do Grodna, miasto podupadło.

#### Ważniejsze miejscowości
- Budsław (Buda) – miejscowość nad rzeką Serwecz. Własność bernardynów. Miejsce pielgrzymkowe związane z obrazem Najświętszej Marii, otrzymanym przez wojewodę mińskiego Jana Dominikowicza Paca od papieża Klemensa VIII i podarowanym bernardynom w 1598 r. Początkowo kościół drewniany, od 1643 r. murowany.
- Chołopienicze – miasteczko, które rozwinęło się w XVIII w. W 1703 r. właściciel Marcjan Chalecki ufundował tu drewniany kościół i murowany klasztor dominikanów. Utworzyli oni „szkołę akademicką podwydziałową o trzech klasach”. Po I rozbiorze odbywały się tu sejmiki szlachty z pozostałej przy Rzeczypospolitej części powiatu orszańskiego z województwa witebskiego.
- Dokszyce – miasteczko Kiszków nad Berezyną. Kościół fundowany przez biskupa żmudzkiego Stanisława Kiszkę w 1608. Miasteczko oddane przez biskupa na uposażenie kapituły żmudzkiej. W 1708 r. kościół i miasto spalone przez Szwedów w czasie III wojny północnej. Po III rozbiorze przez 2 lata (do 1797) siedziba powiatu.
- Dubrowy (Dąbrowna), miasteczko, siedziba rodowa Hlebowiczów, a po ich wymarciu własność Sapiehów. W miasteczku kościół, a od ok. 1625 r. również klasztor bernardynów.

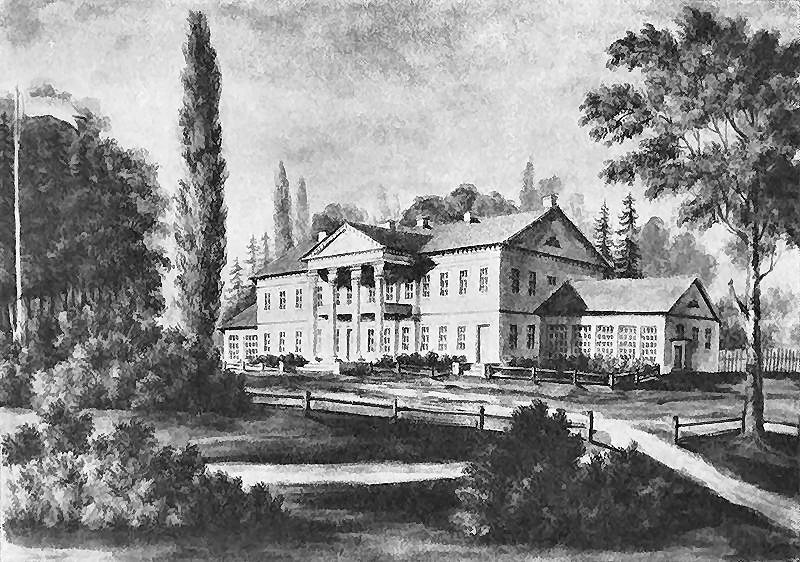
Pałac Ogińskich w Dukorze w XIX w., Napoleon Orda

- Dukora – wieś będąca własnością Ogińskich. Duży pałac.
- Hajna – wieś królewska. Jeden z pierwszych siedmiu kościołów na Litwie. Od 1781 r. murowany.
- Iwieniec – do końca XVIII w. (z przerwą 140 lat na najdłuższy być może proces w historii Polski) własność Sołłohubów. Kościół murowany od 1606 r. W XIX w. własność Plewaków, a następnie w rękach rosyjskich.
- Ilia – miasteczko Sawickich, później Sołłohubów. Kościół od 1728. W XVIII w. w majątku Sołłohubowie założyli hutę szkła.
- Kamień – miasteczko nad granicą z województwem wileńskim. Własność Zbrzezińskich, później Dołmatów Isajkowskich, następnie Judyckich, w XIX w. własność Plewaków. Kościół fundowany w 1522 i odbudowany po zniszczeniach w 1679.
- Kojdanów – miasteczko, starostwo niegrodowe, które Zygmunt II August oddał na własność Mikołajowi Radziwiłłowi Rudemu i odtąd pozostało w rękach tej rodziny. Radziwiłłowie tytułowali się m.in. hrabiami na Kojdanowie. W miasteczku był zamek, który Mikołaj Radziwiłł przekształcił w zbór kalwiński. W 1681 r. majętność kojdanowska miała wartość ok. 30 000 złotych.
- Korzeniec – miasteczko przy trakcie z Mińska do Dzisny. Własność Ogińskich.
- Krzywicze – miasteczko nad rzeką Serwecz, będące jedną z głównych siedzib Kiszków, mających wokół duże posiadłości. Zmarł tu w 1653 r. ostatni przedstawiciel tego magnackiego rodu, wojewoda połocki, hetman wielki litewski Janusz Kiszka.

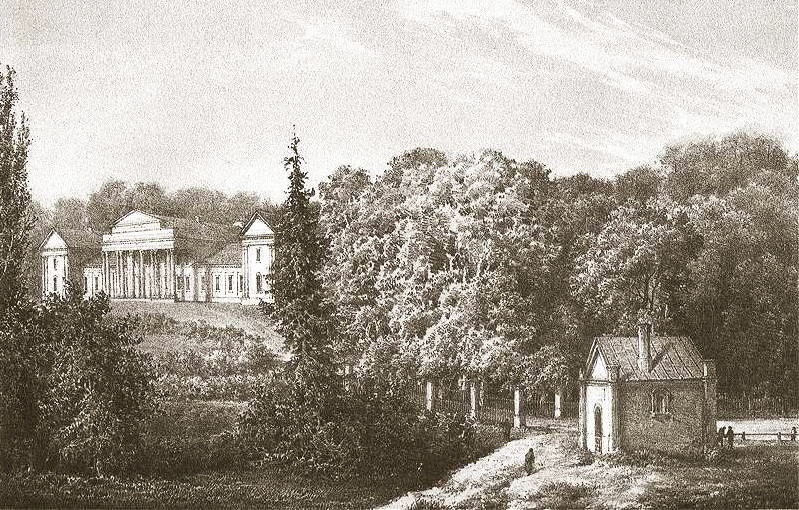
Łohojsk w XIX w., Napoleon Orda

- Łohojsk (Łohojsko, Łohwojsk) – w XVII w. najważniejsze po Mińsku miasto powiatu, leżące przy trakcie z Mińska do Dyneburga. Własność Tyszkiewiczów. W mieście znajdował się zamek spalony przez Szwedów w 1706 r. W 1673 r. miasteczko otrzymało od Michała Korybuta Wiśniowieckiego przywilej coniedzielnych targów i prawo organizacji dwóch jarmarków rocznie. W mieście znajdował się kościół katolicki, ufundowany w 1609 r. przez Aleksandra Tyszkiewicza, klasztor bazylianów ufundowany przez starostę żmudzkiego Stanisława Tyszkiewicza na początku XVIII w., dwie cerkwie unickie i dwie dyzunickie.
- Mohylna (Mohilna) – położone nad Niemnem malutkie miasteczko. Własność Paców, później Radziwiłłów.
- Naliboki – miasteczko i duży majątek Radziwiłłów nieświeskich. Duża huta żelaza.
- Radoszkowicze – miasteczko przy trakcie z Mińska do Wilna. Starostwo niegrodowe płacące 3200 zł kwarty i 1382 zł hiberny. Podczas III wojny północnej Karol XII stacjonował tu prawie 3 miesiące przed wyprawą na Ukrainę (1708).
- Raków – wieś parafialna, własność Sanguszków, później Sołłohubów. Klasztor dominikanów od 1679 r.
- Smiłowicze – miasteczko Sapiehów, później Zawiszów, na koniec Ogińskich.
- Smolewicze – wieś, ośrodek dużego majątku Radziwiłłów.
- Zasław Litewski – małe prywatne miasteczko, ośrodek kalwinizmu w województwie w II poł. XVI w. Właścicielem był wówczas kalwin, wojewoda trocki Jan Hlebowicz. Później (ok. 1678) w posiadaniu Sapiehów, a od ok. 1775 w rękach Antoniego Przeździeckiego, tytułującego się hrabią na Zasławiu. Zasław po angielsku.
- Ziembin – malutkie miasteczko będące własnością Sakowiczów, później Chreptowiczów.

### Powiat mozyrski
Powiat leżał we wschodniej części Polesia. Nawet w ogólnie słabo zaludnionym województwie mińskim wyróżniał się niewielką liczbą mieszkańców. Mozyrskie starostwo grodowe nie było zbyt intratne, przynosiło rocznie 3021 zł kwarty i 885 zł hiberny. Skutkiem tego nie było przedmiotem zbytnich zabiegów i król nadawał je najczęściej lokalnej, zasłużonej szlachcie lub przypadło po prostu wszechwładnym na Litwie Radziwiłłom.

#### Ważniejsze miejscowości
- Mozyrz (Mozyr) – w całości drewniane miasto istniejące od XII w. W 1577 r. lokowane na prawie magdeburskim. W 1613 r. odbudowano zamek, który kilka lat wcześniej spłonął. W czasie powstania Chmielnickiego mieszkańcy przeszli na stronę Kozaków. Zdobył je hetman polny litewski (wówczas) Janusz Radziwiłł, urządzając w mieście rzeź. Kolejny raz miasto uległo zniszczeniu podczas wojny z Rosją w 1659 r. W II poł. XVII w. Mozyr tak podupadł, że uchwałą sejmową z 1676 r. uwolniono go od ciężarów na rzecz wojska (libertacja), motywując to tym, że w mieście zostało zaledwie kilkunastu mieszkańców. W następnych latach leżące na uboczu miasto powoli zaczęło się odradzać. Powrócili, sprowadzeni pierwszy raz w 1645 r., bernardyni. Odbudowano kościół farny fundowany w 1616 r. W 1752 r. kasztelan nowogrodzki Gedeon Jeleński sprowadził do miasta mariawitki.
- Jurewicze (Jurowicze) – położona nad Prypecią wieś należąca do jezuitów, którzy mieli w niej klasztor. W pobliżu znajdował się duży, murowany zamek Oskierków nazywany Barbarów.
- Kimbarówka – wieś lub uroczysko w pobliżu Mozyrza nad Prypecią; miejsce dwóch klasztorów cysterskich – tzw. Vallis Umbrosa (Ciemna Dolina, Sambor) – klasztor cystersów, fundowany w 1711 r. przez podkomorzego kijowskiego Zygmunta Szuksztę, oraz Vallis Angelica (Dolina Anielska), gdzie w 1744 r. powstał jedyny w Wielkim Księstwie klasztor cysterek.
- Kopatkiewicze – małe miasteczko należące do rodziny Jeleńskich. Posiadało murowany kościół farny.
- Łachwa – poleskie miasteczko przy granicy z województwem brzeskim, własność Radziwiłłów. Mieszczanie trudnili się wyrabianiem popularnych w okolicy naczyń drewnianych i plecionych sprzętów. W 1746 r. hetman wielki litewski Michał Radziwiłł ufundował murowany kościół farny.
- Petryków – miasteczko nad Prypecią będące własnością Chodkiewiczów (wcześniej Olelkowiczów). Kościół farny fundowany w 1638 r. W mieście odbywały się znane w województwie jarmarki bydlęce.
- Skryhałów – miasteczko Oskierków.

### Powiat rzeczycki
Powiat położony po obu stronach Dniepru w południowej części województwa na urodzajnych i dość dobrze zaludnionych terenach. Starostwo grodowe odprowadzało w XVIII w. 4018 zł kwarty. Starostwo było nadawane zasadniczo przedstawicielom miejscowej średniozamożnej szlachty. Należeli do niej Wołłowicze, Żyzemscy, Słuszkowie, Kłokoccy, Pakoszowie, Chaleccy.

#### Ważniejsze miejscowości
- Rzeczyca – siedziba starostwa grodowego. Małe miasto drewniane na prawym brzegu Dniepru, wzmiankowane po raz pierwszy w 1213 r. Znajdował się tu murowany zamek obronny, zniszczony w 1654 r. W 1634 r. wojewoda miński Aleksander Słuszka ufundował klasztor dominikanów. Mieszkańcy trudnili się głównie lokalnym handlem. W 1648 r. przyłączyli się do powstania Chmielnickiego. Wojny z Kozakami i z Rosją (w 1653-1654 była tu główna kwatera wojsk litewskich w tej wojnie), a później okupacja rosyjska, doprowadziły do całkowitego upadku miasta. Sejmiki ziemskie przeniosły się do Rohaczewa (wróciły dopiero w 1776 r.).
- Bobrujsk – dość znaczne miasto nad Berezyną. Za panowania Władysława IV liczyło 1880 domów. W 1620 r. wojewoda parnawski Piotr Tryzma ufundował murowany kościół i klasztor jezuitów. Wojny kozackie spowodowały całkowity upadek Bobrujska, z którego nie podniósł się on do końca istnienia Rzeczypospolitej (w 1791 r. w mieście było 150 drewnianych domów). Królewszczyzny w okolicach połączone były w niegrodowe starostwo bobrujskie, które płaciło w II poł. XVIII w. 6342 zł kwarty.
- Brahin – miejscowość nad Brahinką. Od końca XVI w. własność książąt Wiśniowieckich. W Brahiniu, w 1604 r. na dworze księcia Adama Wiśniowieckiego objawił się Dymitr Samozwaniec. Kościół i klasztor bazylianów, unicki.
- Czeczersk – misteczko nad Sożem. Starostwo niegrodowe płacące w II połowie XVIII w. 7620 zł kwarty i 5000 zł hiberny.
- Hłusk (Hłusko Dąbrowickie) – miasto nad rzeką Ptycz. Posiadało znany jarmark w dniu św. Mikołaja. W XVI w. własność książąt Dąbrowickich, a po ich wymarciu książąt Holszańskich. Potem (XVI/XVII w.) Chodkiewiczów i Połubińskich. W mieście znajdował się obronny murowany zamek. W 1667 r. Aleksander Hilary Połubiński ufundował kościół i klasztor bernardynów.
- Homel – królewskie miasto obronne, pięknie położone nad Sożem. W 1595 r. miasto zdobyli Kozacy podczas powstania Nalewajki. W 1648 r. podczas powstania Chmielnickiego miasto również wpadło w ręce Kozaków. Odbił je hetman Janusz Radziwiłł. W latach 1654–1667 miasto znajdowało się we władaniu Rosji. Powróciło do Rzeczypospolitej na mocy rozejmu andruszowskiego. Niegrodowe starostwo homelskie było jednym z największych w Wielkim Księstwie. W II poł. XVIII w. płaciło 20 752 zł kwarty.
- Łojów (Łojowgród) – dogodnie położone przy szlakach handlowych miasteczko nad Dnieprem, przy ujściu Sożu. Łojów został przyłączony do Wielkiego Księstwa w 1646 r. z koronnego województwa czernihowskiego, jako rekompensata za oddany Rosji Trubczewsk. W miasteczku był zamek obronny, który w 1648 r. spalili Kozacy. W 1649 r. hetman Janusz Radziwiłł odniósł pod Łojowem znaczne zwycięstwo nad woskami kozackimi (zginęło ok. 7000 kozaków). Miasteczko było od połowy XVII w. własnością Judyckich.
- Propojsk – królewskie miasteczko drewniane przy granicy z województwem mścisławskim. Duże starostwo niegrodowe płacące w II poł. XVIII w. 9902 zł kwarty.
- Rohaczew (Rohaczów) – miasteczko drewniane na lewym brzegu Dniepru przy ujściu rzeki Druć. Istniało od XIII w. Królowa Bona wystawiła tu zamek. W XVII i XVIII w. były w mieście: kościół farny, cerkwie unickie i prawosławne. W XVII w. istniał zbór ewangelicki. Okoliczne królewszczyzny połączone w starostwo niegrodowe płaciły w II poł. XVIII w. 5696 zł kwarty i 1120 zł hiberny. Od poł. XVII w. do 1776 r. w Rohaczewie odbywały się ziemskie sejmiki powiatu rzeczyckiego.
- Swisłocz (Świsłocz) – miasteczko przy ujściu Świsłoczy do Berezyny. W 1786 r. zbudowano murowany kościół farny.

## Urzędnicy

### Senatorowie
Urzędy senatorskie województwa mińskiego należały do najmniej prestiżowych i nie stanowiły przedmiotów zabiegów najambitniejszych magnatów. Dostawały się najczęściej nie udzielającym się politycznie przedstawicielom magnackich rodów lub stanowiły, zwłaszcza godność kasztelana, zwieńczenie kariery wybijających się działaczy spośród średniej szlachty.

#### Wojewodowie
Wojewodami mińskimi byli m.in.
- Gabriel Iwanowicz Hornostaj 1566-1576
- Mikołaj Pawłowicz Sapieha 1576-1588
- Bohdan Sapieha 1588-1593
- Jan Stanisławowicz Abramowicz 1594-1596
- Mikołaj Sapieha 1611-1618
- Balcer (Baltazar) Strawiński 1631-1633
- Aleksander Słuszka 1633-1638
- Samuel Szymon Sanguszko 1638
- Mikołaj Sapieha Pobożny lipiec-listopad 1638
- Aleksander Massalski do 1643
- Krzysztof Ciechanowiecki 1654-1655
- Krzysztof Rudomina Dusiacki 1655
- Krzysztof Stanisław Zawisza 1718-1721
- Jan August Hylzen 1754-1767
- Józef Jerzy Hylzen 1767-1770
- Józef Mikołaj Radziwiłł 1773-1784
- Adam Chmara 1784–1793

#### Kasztelanowie
Kasztelanami mińskimi byli m.in.
- Marcin Strawiński XVI w.
- Michał Haraburda XVI.
- Jan Hlebowicz 1572-1585r.
- Wacław Agryppa 1586-1590
- Mikołaj Czetwertyński Światopełk, do 1649
- Michał Judycki 1742-1758
- Jan Judycki 1758-1777
- Adam Chmara 1779-1784
- Michał Obuchowicz 1792-1795

### Starostowie

#### Grodowi
Starostwa grodowe mieściły się w miastach powiatowych. Formalnie od 1611 r. należały do urzędów ziemskich i szły po podkomorstwach, jednak ze względu na wiążące się z nimi realne uprawnienia i dochody, miały w rzeczywistości większe znaczenie i były pożądane nawet w magnackich rodach. Żadne z trzech starostw nie było związane z urzędem wojewody czy kasztelana, co często zdarzało się w innych województwach. Starosta był mianowanym przez króla urzędnikiem sprawującym w I Rzeczypospolitej funkcje skarbowe, policyjne i sądowe. Do urzędu przywiązane były jako uposażenie dobra ziemskie, dlatego też starostwa były przedmiotem zabiegów. Faktyczne funkcje pełnili niżsi urzędnicy starostwa. Starostwa województwa mińskiego dostawały się najczęściej przedstawicielom najznaczniejszych litewskich rodów, głównie Radziwiłłów, Sapiehów, Chodkiewiczów, powiększając ich majątek, lub klientom tych rodów, jako wynagrodzenie za oddanie. Odmiennie trochę było w powiecie rzeczyckim, w którym było dużo średniej szlachty, wywodzącej się w części z kniaziów litewskich i ruskich, i często jej zasłużeni dla króla przedstawiciele zostawali w nagrodę starostami rzeczyckimi.

#### Niegrodowi
Starostwami niegrodowymi nazywano majątki państwowe należące do domeny królewskiej, a przeznaczone do dzierżawy. Przylgnęło do nich określenie „chleb dobrze zasłużonych”, gdyż królowie nagradzali nimi sprzyjających im polityków. W praktyce starostwa niegrodowe dostawały się najczęściej w ręce magnatów, zbierających ich w jednym ręku po kilka. Tylko mniej dochodowe trafiały do zasłużonych działaczy ze średniej szlachty. W województwie mińskim kilka bogatych starostw znajdowało się w powiecie rzeczyckim, m.in. jedno z największych w Wielkim Księstwie starostwo homelskie. Ponadto duży dochód przynosiły starostwa: rohaczewskie, propojskie, czeczerskie i bobrujskie. Praktycznie nie wychodziły one poza krąg najmożniejszych rodów: Radziwiłłów, Sapiehów, Wiśniowieckich, Tyszkiewiczów, lub związanych z nimi przedstawicieli średniej szlachty, np. starostami rohaczewskimi byli w XVII w. spokrewnieni i współpracujący z Sapiehami Roman Wołłowicz czy Hieronim Maksymilian Strawiński.

### Urzędnicy ziemscy
Każdy powiat województwa miał swój własny komplet urzędników ziemskich. Nie występowali tylko, charakterystyczni dla rdzennie litewskich województw, ciwunowie. W powiecie mińskim nie było też marszałka ziemskiego. Jego funkcje, czyli przewodniczenie obradom sejmiku, spełniał wojewoda, a zwoływanie pospolitego ruszenia, kasztelan. Najwyższym urzędnikiem ziemskim powiatu mińskiego był więc podkomorzy. W powiatach mozyrskim i rzeczyckim najwyżej w hierarchii stali marszałkowie. Pozostałe urzędy ziemskie były zgodne z ogólnie występującą na Litwie ich hierarchią.
Urzędy ziemskie, jako zarezerwowane dla miejscowej szlachty posesjonatów, obsadzali najczęściej przedstawiciele lokalnych średnioszlacheckich rodów. Na wyższych godnościach pojawiali się pojedynczy magnaci, np. Tyszkiewiczowie. Urzędy powiatu mińskiego obejmowali często: Kostrowiccy, Ratomscy, Stankiewiczowie, Świętorzeccy, Wańkowiczowie, Żyzemscy. Powiatu mozyrskiego: Chaleccy, Jeleńscy, Obuchowicze, Oskierkowie, Pstrokońscy, Puzynowie, Rozwadowscy, Słupeccy. Powiatu rzeczyckiego: Adamkowiczowie, Chaleccy, Judyccy, Kłokoccy, Łochowscy, Neronowiczowie, Pakoszowie, Słuszkowie, Sołtanowie, Staszkiewiczowie, Wołłowiczowie, Zalescy, Żyzemscy. Charakterystyczne dla województwa były występujące nawet wśród najniższych urzędników tytuły książęce. Mieszkało tu dużo rodzin wywodzących swe pochodzenie od kniaziów litewsko-ruskich, czyli raczej urzędników i dowódców książęcych niż Rurykowiczów i Gedyminowiczów, ale w XVI, XVII, XVIII wiekach mało kto o tym pamiętał, a mimo że formalnie tytułów w Rzeczypospolitej nie było, dodawały splendoru.